# Daniël Ruyneman
Daniël Ruyneman (født 8. august 1886 i Amsterdam, Holland, død 25. juli 1963) var en hollandsk klassisk komponist.
Ruyneman komponerede 2 symfonier, orkestermusik, kammermusik, klavermusik, og operaer. 
Hans stil var avantgarde med elementer af seriel og neoklassiske fragmenter.

## Udvalgte værker
- Lille Symfoni  (nr. 1) (1929) - for orkester
- Symfoni "1953" (nr. 2) (1953) - for orkester